# Светът на птиците
Резерват за дива природа „Светът на птиците“ и „Паркът на маймуните“ (на английски: World of Birds Wildlife Sanctuary and Monkey Park), съкратено „Светът на птиците“ (World of Birds) е зоопарк в Хаут Бей, предградие на Кейптаун, Република Южна Африка.
Тематично зоопаркът е фокусиран върху представяне на разнообразие от птици и маймуни. Съдържа най-мащабната колекция от птичи видове в цяла Африка и е сред водещите в света по брой на представените видове (по данни към 2011 година). Зоопаркът е сред популярните забележителности в околността на Кейптаун, непрекъснато свързан с основната част на града посредством туристически автобуси и маршрутни таксита.

## Представени видове
На площ от 4 хектара са представени около 3000 екземпляра, спадащи към 400 животински вида в колекцията, от които около 330 са видове птици. Това прави „Светът на птиците“ третият по видово разнообразие тематично фокусиран зоопарк (изпреварван само от птичия парк „Валсроде“ в Германия и птичия парк „Джуронг“ в Сингапур). До преобладаващата част от птиците в парка достъпът е посредством волиери, през които се преминава, и контактът с птиците е непосредствен, а не през мрежи или решетки. Съвкупно маршрутите в зоопарка преминават през 100 такива волиери.
Измежду богатото разнообразие от птичи видове се открояват пингвини, нандута, водни птици, орли, сови, пеликани, фламинго, фазани, папагали, птици носорози, бананояди, Ploceidae. Сред представените бозайници са голямо разнообразие от маймуни (като павиани, мармозетки и тамарини), сурикати и бодливи прасета (Hystricidae),, както и влечуги като зелени игуани, варани и костенурки.
В допълнение към колекцията представени животни, към „Светът на птиците“ функционира център за размножаване и отглеждане на застрашени видове и рехабилитация на пострадали диви птици.
- Tauraco hartlaubi
- Bubo lacteus
- Polyboroides typus
- Bycanistes bucinator